# Wangenheimia
Wangenheimia là một chi thực vật có hoa trong họ Hòa thảo (Poaceae).

## Loài
Chi Wangenheimia gồm các loài: